# Migdolus fryanus
Migdolus fryanus là một loài bọ cánh cứng trong họ Cerambycidae.